# Émile André

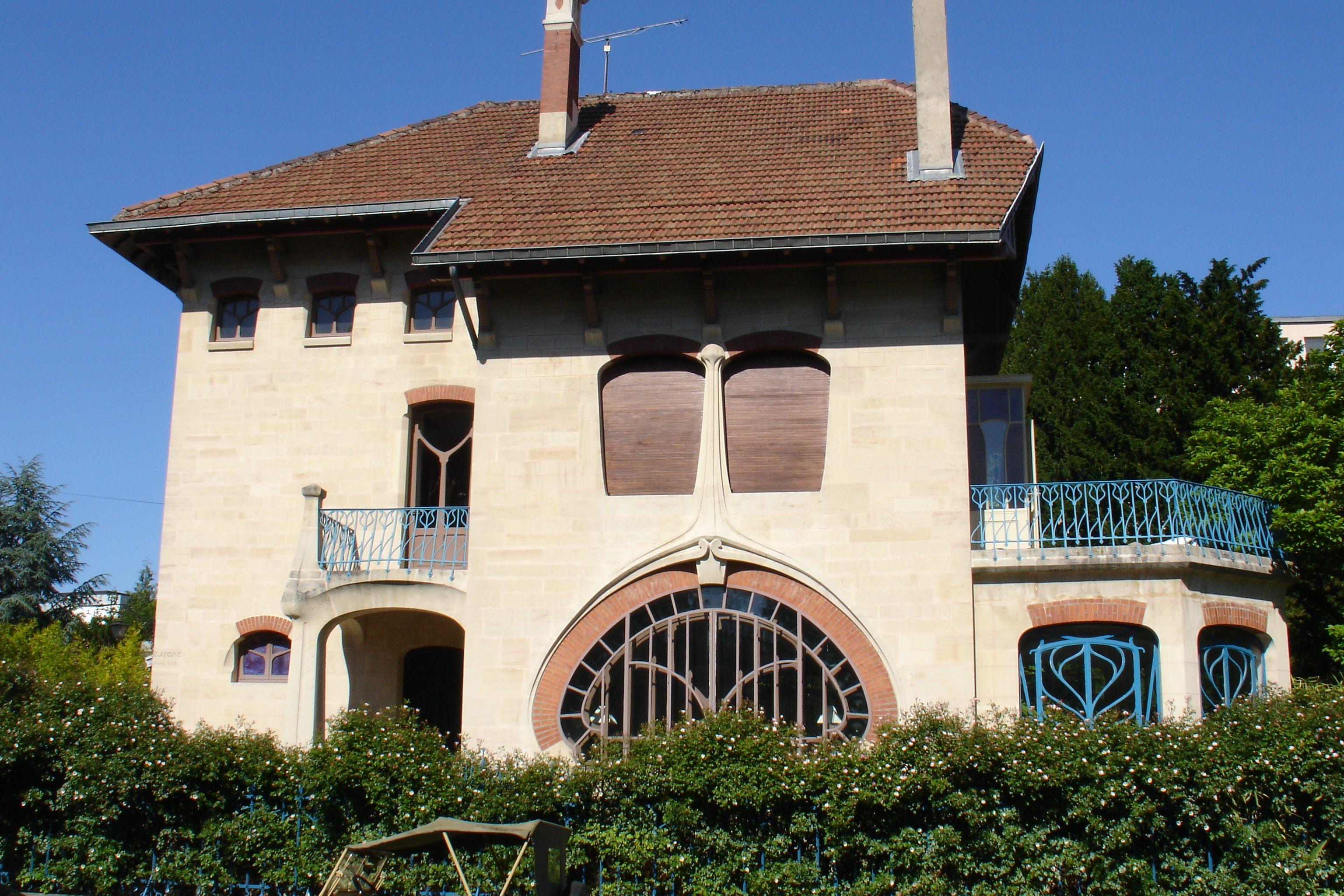
Villa Les Glycines, Nancy

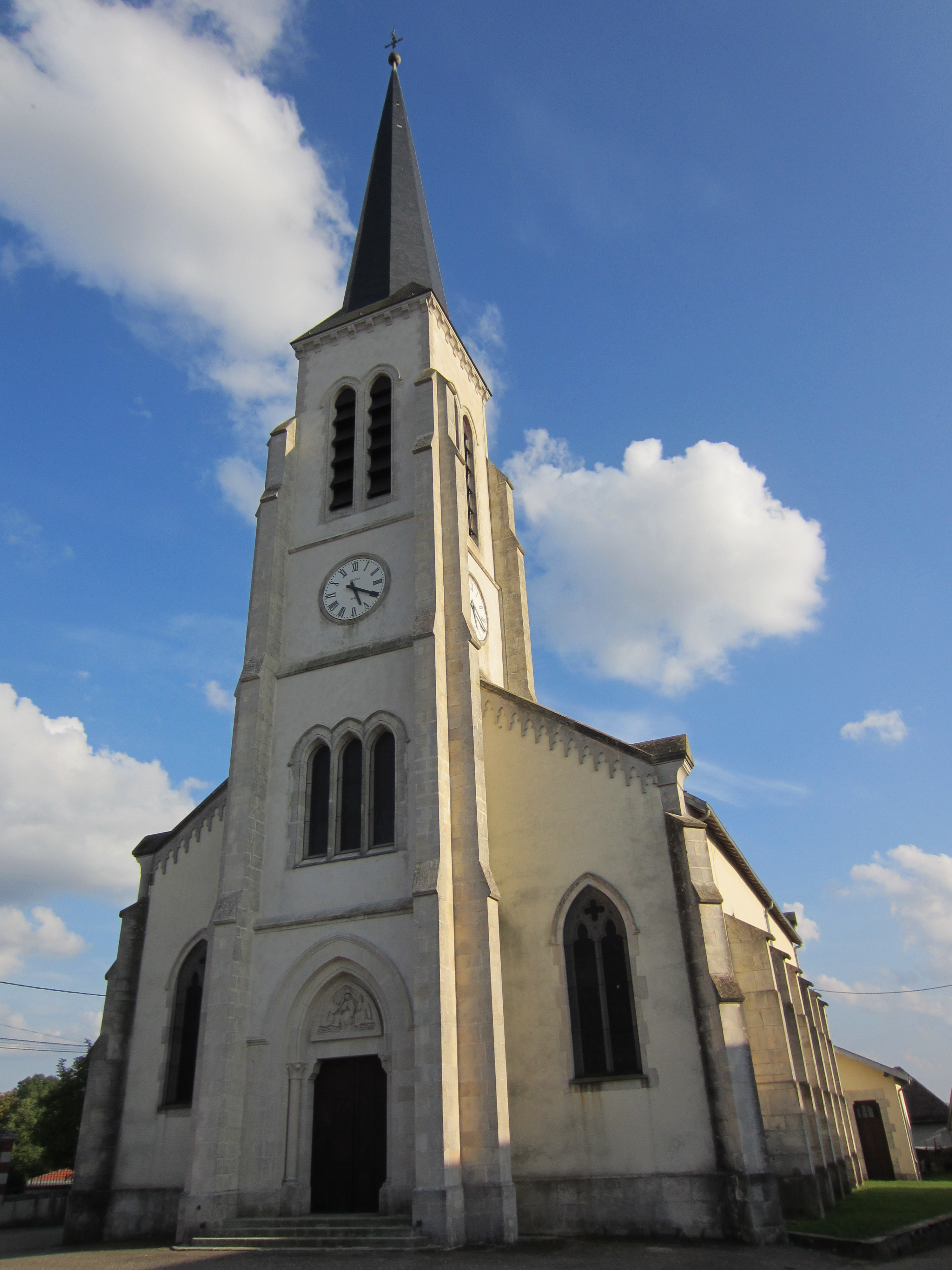
Chiesa di Limey

François-Émile André (Nancy, 22 agosto 1871 – Nancy, 10 marzo 1933) fu un architetto e progettista di mobili e arredi, tra gli esponente di spicco dell'Art Nouveau in Francia.

## Biografia
Studiò architettura presso l'École des beaux-arts di Parigi.
Dal 1894 al 1900 svolse un lungo viaggio e soggiornò in Tunisia, Sicilia, Egitto, Persia e Ceylon, durante il quale realizzò numerosi quaderni che comprendevano disegni, acquerelli e fotografie. André acquisì una prima formazione attraverso l'esperienza lavorativa nello studio del padre, Charles André, poi con Eugène Vallin sviluppò i principi dell'Arte Nuova.
Destinato a diventare un maestro del movimento della Scuola di Nancy nelle arti applicate e nell'architettura, è oggi considerato essere stato uno dei principali professionisti del gruppo. Progettò più di una dozzina di edifici a Nancy tra il 1901 e il 1912.